# 사광욱
사광욱(史光郁, 일본식 이름: 史村光郁, 1909년 10월 7일 ~ 1983년 1월 2일)는 일제강점기부터 활동한 법조인으로 대한민국의 대법관을 지냈다. 평안북도 철산군 출신으로 본관의 청주이고, 서울중앙교회의 장로였다.

## 생애
경성법학전문학교를 졸업하고 조선변호사시험과 고등문관시험 사법과에 연이어 합격한 뒤 조선총독부 판사가 되었다. 일제 강점기 말기인 1943년에 판사로 임용되어 경성지방법원 판사와 부장판사를 지내다가 태평양 전쟁 종전을 맞았다.
미군정 하에서 그대로 판사를 지내며 1946년에 서울지방법법원 부장판사, 1952년에는 서울고등법원 부장판사에 올랐다. 대구지방법원 원장 대구고등법원 원장을 거쳐 대법원 판사 직무대리를 지내다가 1961년에 비상조치법에 의해 국가재건최고회의 제청을 거쳐 박정희 의장에 의해 대법원 판사에 임명되었다.
법전편찬위원회 위원, 법조협회 간사를 지냈으며, 1963년에는 5·16 군사정변 세력에 의해 초대 중앙선거관리위원회 위원장에 임명되어 1968년까지 재임하였다. 1973년에 대법관직에서 물러난 뒤로는 변호사를 개업하여 활동했다.
1961년에 대법원 형사부에서 미성년자 유인및 공갈미수 사건에 대해 유죄 판결을 내린 판결문은 한국 최초의 한글 전용 가로쓰기 판결문으로 알려졌다.

## 사후
사위 김형선도 제6공화국에서 대한민국 대법관을 지냈다.

## 같이 보기
- 중앙선거관리위원회
- 전칠홍

## 참고자료
- 사광욱(史光郁) - 한국학중앙연구원
- 사광욱(史光郁) - 국사편찬위원회